# 林卓宇
林卓宇（1995年11月17日—），生于湖南浏阳。湖南省作家协会会员，已出版作品多部。获得第二届鲁迅青少年文学奖大奖、第五届冰心作文奖、第八、九、十、十一届中国少年作家杯征文大赛一等奖等各奖项。2011年当选湖南省作协第七次代表大会最年轻的代表。

## 出版著作
- 自选集《心海潮音》（2007），中国社会科学出版社。
- 自选集《指尖上的花田》（2010），湖南教育出版社。
- 散文集《小学生林卓宇文选——芳香日日》（2010），国际文化出版公司。
- 童话集《小学生林卓宇文选——风居住的街道》（2010），国际文化出版公司